# Anto Stanić
Anto Stanić (Crnički Kamenik, 2. veljače 1942.), hrvatski književnik.

## Životopis
Rodio se je 2. veljače 1942. godine u Crnićkom Kameniku, općina Kreševo), 
Nakon završene srednje učiteljske škole, u prosvjeti radi pet godina. Odlazi u Njemačku, tamo provodi skoro deset godina, pa se, potom, vraća u Bosnu i Hercegovinu, gdje je započeo privatnu djelatnost sa svojom suprugom i sinovima.
Objavio je preko trideset djela, najviše knjiga poezije, ali je izdao i par romana. Neke od knjiga uredio je s Ivom Mijom Andrićem. Kao uspješan poduzetnik, napisao je obiteljsku monografiju pod nazivom Stanić - poduzetnička obitelj iz Kreševa.
Inicijator i pokrovitelj brojnih drugih kulturnih manifestacija u Kreševu, ali i u cijeloj BiH. Kao pokrovitelj mnogih kulturnih manifestacija u BiH inicirao je i utemeljenje Književne zaklade/fondacije „Fra Grgo Martić"  Arhivirana inačica izvorne stranice od 13. listopada 2016. (Wayback Machine). 
Član je različitih književnih udruga kao što je Društvo hrvatskih književnika Herceg-Bosne, a od 2013. godine je i član Društva pisaca BiH.
Živi i radi u Kreševu.